# Principado de Gales
O Principado de Gales (em galês: Tywysogaeth Cymru) abrangeu as terras governadas diretamente pelo Príncipe de Gales, e foi formalmente criado em 1216 no Conselho de Aberdyfi, e mais tarde reconhecido pelo Tratado de Worcester de 1218, entre Llywelyn, o Grande e a Coroa inglesa. O tratado deu substância à realidade política do século XIII no País de Gales e Inglaterra, ambos parte do Império Angevino.
Englobando dois terços do atual País de Gales, o principado manteve um alto grau de home rule, caracterizado por uma jurisprudência legal distinta baseada na legislação bem estabelecida da Cyfraith Hywel, e pela cada vez mais sofisticada corte da dinastia Aberffraw.
Embora fizesse parte do império angevino, e, portanto, devesse fidelidade ao rei da Inglaterra, a existência do principado era a prova de que todos os elementos necessários para o crescimento do Estado galês estavam presentes, e era independente de facto, escreveu o historiador Dr. John Davies. O principado foi tanto uma parte do império angevino, quanto foi a Escócia, escreveu Davies.

## História
O Principado de Gales foi criado em 1216 com o Conselho de Aberdyfi, quando foi acordado entre Llywelyn, o Grande e os outros príncipes soberanos galeses, que ele seria o governante primordial entre eles e eles prestariam obediência a ele. Posteriormente, ele obteve o reconhecimento, pelo menos em parte, deste acordo pelo rei da Inglaterra, que concordou que os herdeiros e sucessores de Llywelyn seriam beneficiados com o título de "Príncipe de Gales", porém com certas limitações no seu governo e outras condições incluindo obediência ao rei da Inglaterra como vassalo e adesão às regras relativas a uma sucessão legítima. Llywelyn esforçou-se para assegurar que seus herdeiros e sucessores iriam seguir o sistema de sucessão "aprovado" (pelo Papa, pelo menos) que excluía os filhos ilegítimos. Ao fazê-lo ele excluiu o seu primogênito bastardo Gruffydd ap Llywelyn da sua linha sucessória, uma decisão que traria conseqüências futuras. Em 1240 Llywelyn morreu e Henrique III de Inglaterra (que sucedeu João I) prontamente invadiu grandes áreas de seu antigo reinado usurpados dele. Contudo, as duas partes chegaram à paz e Henrique honrou, pelo menos em parte, o acordo anteriormente existente e concedeu a Dafydd ap Llywelyn o título de Príncipe de Gales. Este título seria concedido a seu sucessor Llywelyn em 1267 (depois de uma campanha por ele para consegui-lo) e foi mais tarde reivindicado pelo seu irmão Dafydd e outros membros da principesca Casa de Aberffraw. Em 1400, foi reivindicada pela última vez por Owain Glyndŵr, que conduziu uma campanha vigorosa, mas em última instância para garantir a independência do País de Gales.
O título de "Príncipe de Gales" é interessante porque pertence a uma vasta área geográfica ainda dividida em vez de uma nação de pessoas. Os antigos governantes galeses tinham estilos próprios, em uma variedade de maneiras, geralmente em relação a um determinado patrimônio como o "Lorde de Ceredigion" ou "Rei de Builth". Os mais poderosos deles muitas vezes foram referidos (por outras pessoas, pelo menos) como "Rei dos britânicos". Como Gales era uma região geográfica definida com fronteiras estabelecidas por acordos fora dos limites da Inglaterra, aqueles agraciados com o título de Príncipe de Gales teriam suserania sobre qualquer local do governo galês, mas sem as ambições territoriais sobre a Inglaterra de um Rei dos britânicos - que implicava "libertador" dos britânicos que ainda residiam em locais distantes considerados parte da Inglaterra, tais como Devon, Cornualha, Cumberland e de outros lugares.

### Fundação
O Principado de Gales no século XIII era formado pelas terras históricas governadas pela família Aberffraw, terras na Gales do Norte tradicionalmente incluindo Ynys Môn, Venedócia Superior (Gwynedd-Uwch-Conwy ou Venedócia acima de Conwy), e a Perfeddwlad (o País Médio), também conhecido como Venedócia Inferior (Gwynedd-Is-Conwy ou Conwy abaixo de Venedócia). Territórios adicionais foram adquiridos através de vassalagem ou conquistas, e por terras recuperadas anteriormente perdidas para os lordes das marcas, principalmente as dos Perfeddwlad, Powys Fadog, Powys Wenwynwyn, e Ceredigion.
A família Aberffraw há muito vinha reivindicando a primazia sobre todos os outros lordes galeses, inclusive os de Powys e de Deheubarth. Em "A História de Gruffydd ap Cynan", escrita em finais do século XII, a família sustenta os seus direitos como sendo a linhagem de descendentes diretos de Rhodri, o Grande, que conquistou a maior parte do País de Gales durante a sua vida útil. A biografia de Gruffydd ap Cynan foi primeiramente escrita em latim e destinada a um público mais vasto fora do País de Gales.
A importância desta alegação era a de que a família Aberffraw não tinha obrigações para com o rei inglês por sua posição no País de Gales, e que eles detinham a autoridade no País de Gales "por direito absoluto através da descendência", escreveu o historiador John Davies.

### Os Príncipes de Gales
A tradicional ordem cronológica dos Príncipes de Gales (de acordo com fontes galesas) começa com Ovaíno , o Grande, que governou de 1137 até 1170. Ele nunca foi reconhecido como Príncipe de Gales, e na verdade nunca utilizou esse título, porém ele foi posteriormente considerado por cronistas de ter sido o primeiro príncipe galês a unir o País de Gales. Isto foi demonstrado quando Owain Glyndwr foi explicitamente coroado como "Ovaíno IV de Gales", em 1404. Os ingleses encaram isto de modo muito diferente e consideram que o título foi outorgado por eles e exclusivamente para agraciar Dafydd ap Llywelyn, em 1240 e Llywelyn ap Gruffudd, em 1267. Depois de 1301, o título foi concedido ao filho mais velho e herdeiro de um soberano inglês.

#### Ovaíno I de Gales 1137-1170
O prodigioso Ovaíno , o Grande (ou Ovaíno I de Gales) conseguiu manter a posição de líder dos galeses para a sua família, conquistada anteriormente por seu pai. Em 1154 ele impediu uma invasão de ingleses e powysianos, mas foi forçado a desistir de alguns territórios que faziam fronteira com o rio Dee. Anos mais tarde ele reconquistou essas áreas e alcançou uma posição dominante para Venedócia em Gales, que não tinham sido vista ao longo de séculos. Durante o governo de Owain, ele escolheu mudar o seu título de "Rei de Venedócia" para "Príncipe dos Galeses (J. B. Smith, 'Owain Gwynedd', 14-16).

#### Dafydd I de Gales c. 1170-1195
Dafydd I usurpou a coroa de seus irmãos através de uma guerra civil dentro de Venedócia. Ele casou com a meia-irmã do rei Henrique II de Inglaterra em 1174. Foi posteriormente expulso, em 1195, de seu domínio muito reduzido por seu sobrinho Llywelyn.

#### Llywelyn I de Gales 1195-1240

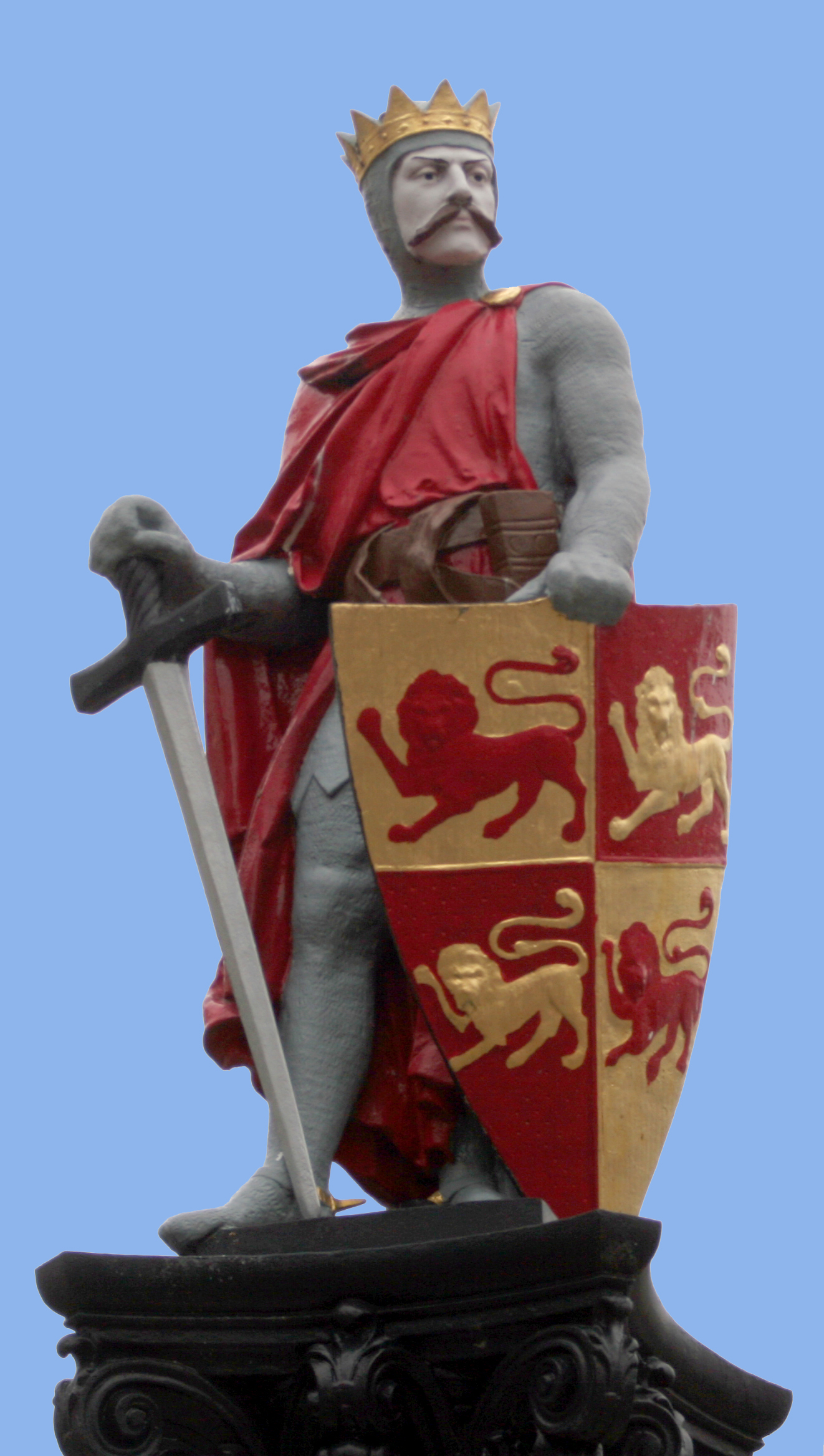
Llywelyn I, o Grande de Gales. Llywelyn I governou Venedócia e Gales de 1195 a 1240

Em 1200, o neto de Owain, Llywelyn I Fawr (o Grande) governou todo o Venedócia, com a Inglaterra apoiando todas as ações de Llywellyn I naquele ano. O apoio da Inglaterra fazia parte de uma estratégia mais ampla de reduzir a influência dos Powys Wenwynwyn, uma vez que o rei João I tinha dado a William de Breos autorização em 1200 para "pegar tanto quanto ele pudesse" da nativa Gales. Contudo, de Breos caiu em desgraça em 1208, e Llywelyn apoderou-se de Powys Wenwynwyn e do norte de Ceredigon.
Em sua expansão, o príncipe teve o cuidado para não criar atritos com o rei João, seu sogro. Llywelyn havia casado com Joana, filha ilegítima do rei João, em 1204. Em 1209 o príncipe Llywelyn juntou-se ao rei João em sua campanha na Escócia.
No entanto, em 1211, o rei João viu a influência crescente do príncipe Llywellyn como uma ameaça à autoridade inglesa em Gales. O rei João invadiu Venedócia e alcançou as margens do estreito de Menai. Llywelyn foi obrigado a ceder o Perfeddwlad, e reconhecer João como seu herdeiro casou o casamento de Llywelyn I com Joana não produzisse qualquer sucessor legítimo. A sucessão era uma questão complicada, dado que o direito galês reconhecia que crianças nascidas fora do casamento tinham os mesmos direitos daquelas nascidas dentro dele. Llywelyn tinha vários filhos, porém, todos com uma amante.
Muitos aliados galeses de Llywelyn I o abandonaram durante a invasão inglesa de Venedócia, preferindo um suserano distante, ao invés de um bem próximo. Estes lordes galeses contavam com uma discreta Coroa inglesa, porém o rei João tinha castelos construídos em Ystryth, e a interferência direta de João em Powys e em Perfeddwlad levou muitos destes lordes galeses a repensarem suas posições.

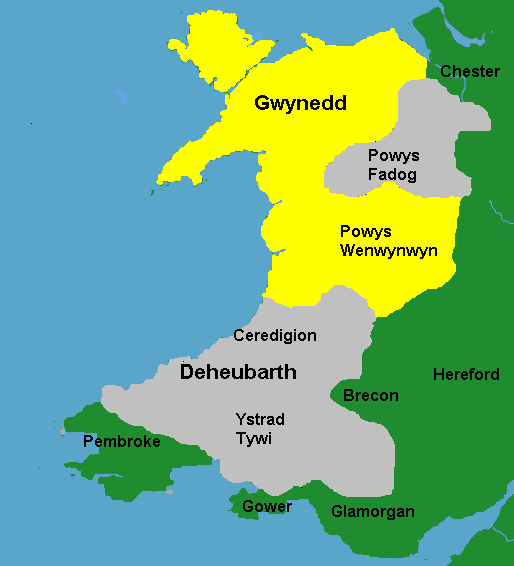
Gales c. 1217. Amarelo: áreas diretamente governadas por Llywelyn; Cinza: áreas governadas pelos vassalos de Llywelyn; Verde: domínios dos lordes anglo-normandos em Gales.

Llywelyn explorou o ressentimento dos galeses contra o rei João, e liderou uma revolta apoiada pela Igreja contra ele. Como o rei João era um inimigo da Igreja, Inocêncio III deu a sua bênção para a revolta de Llywelyn. No início de 1212 Llywelyn havia recuperado a Perfeddwlad e incendiado o castelo em Ystwyth.
A revolta de Llywelyn levou João I a adiar a sua invasão da França, e Filipe Augusto, o Rei de França, entrou em contato com o príncipe Llywelyn e propôs-lhe que se tornasse seu aliado contra o rei inglês. O rei João ordenou a execução por enforcamento do seus reféns galeses, os filhos de muitos apoiadores de Llywelyn.
Llywelyn I foi o primeiro príncipe a receber a submissão de outros lordes galeses por ocasião do Conselho de Aberdyfi de 1216, tornando-se assim o Príncipe de Gales de facto e reforçou as reivindicações da Aberffraw.

#### Dafydd II de Gales 1240-1246
Ao suceder seu pai, Dafydd imediatamente teve que lutar contra uma invasão inglesa. Ele conseguiu um acordo de paz e foi reconhecido pela Coroa inglesa como "Príncipe de Gales", embora dentro de uma área restrita a Venedócia Superior. Ele morreu inesperadamente em 1246.

#### Owain II de Gales 1246-1253 (m. 1282)
Após a morte de Dafydd, Venedócia foi dividida entre Owain Goch, e seu irmão mais novo Llywelyn. Esta situação perdurou até 1252, quando o seu irmão mais novo Dafydd ap Gruffudd atingiu a maioridade. Desentendimentos sobre a forma de dividir ainda mais o domínio geraram conflitos em 1253, com Llywelyn saindo vitorioso. Owain II passou o resto de seus dias como prisioneiro de seu irmão.

#### Llywelyn II de Gales 1246-1282
Depois de alcançar a vitória sobre seus irmãos, Llywelyn II passou a recuperar as áreas de Venedócia ocupadas pela Inglaterra (a Perfeddwlad e outras). A sua aliança com Simão VI de Monforte em 1265 contra o rei Henrique III de Inglaterra permitiu-lhe recuperar grandes áreas de Gales ocupadas pelos lordes ingleses. No Tratado de Montgomery entre a Inglaterra e Gales, em 1267 foi concedido a Llywelyn o título de "Príncipe de Gales" para os seus herdeiros e sucessores e permitindo-lhe manter as terras que havia conquistado, assim como os privilégios de príncipes galeses, em troca de sua própria obediência ao rei inglês e do pagamento de uma taxa substancial. As disputas entre ele, seu irmão Dafydd e os lordes ingleses que faziam fronteira com seus domínios levaram a novos conflitos com a Inglaterra (agora governada por Eduardo I), em 1277. Após o Tratado de Aberconwy, Llywelyn ficou confinado a Venedócia Superior. Ele envolveu-se em uma revolta instigada pelo seu irmão Dafydd em 1282 na qual ele morreu em batalha.

#### Dafydd III de Gales 1282-1283
Dafydd III assumiu o título de seu irmão mais velho em 1282 e comandou um curto período de contínua resistência contra a Inglaterra. Foi preso e executado em 1283.

#### Owain III de Gales 1372-1378
Owain III era sobrinho-neto de Llywelyn II e Dafydd III. Ele reivindicou o título no exílio na França e pessoas leais a ele revoltaram-se em seu nome em toda Gales. Ele foi assassinado antes de ser capaz de retornar a Gales para governá-los.

#### Owain IV de Gales 1400-c.1415
Owain IV foi coroado em Machynlleth em 1404 durante um grande revolta contra o usurpador Henrique IV de Inglaterra. Ele alegou ser descendente de Rhodri Mawr por intermédio da Casa de Powys Fadog. Passou a estabelecer relações diplomáticas com potências estrangeiras e libertou Gales do governo inglês. Ele foi finalmente vencido, e dirigiu-se para as montanhas onde liderou uma guerrilha. Quando e onde ele morreu não se sabe, mas acredita-se que ele morreu disfarçado como um frade na companhia de sua filha, Alys, em Monnington Straddle em Herefordshire.

### O Principado como súdito da Coroa inglesa
Após a conquista de Venedócia e do Estatuto de Rhuddlan, que dividiu o domínio do ex-principado em condados como na Inglaterra, toda Gales foi então dividida entre o "Principado de Gales" (que foi para sempre cedido para a Coroa inglesa) e as "Marcas de Gales", que permaneceram sob o governo autocrático anglo-normando dos lordes das marcas. Em 1284, Eduardo (o futuro rei Eduardo II) nasceu no Castelo de Caernarfon. Segundo a lenda, Eduardo I teria dito ao apresentar seu filho para os galeses, que aqui estava um príncipe que não falava inglês. No entanto, esta história não apareceu antes do século XVI, e é mais provável que seja uma invenção. O valor da posição é contestado na moderna política.

#### O Conselho de Gales
Após a ascensão de Henrique Tudor (conhecido como Henrique VII da Inglaterra), em 1485, um Conselho de Gales e das Marcas foi criado em Ludlow para supervisionar a administração do Principado de Gales governado diretamente pelo filho do rei, o Príncipe Artur Tudor. Apesar da morte precoce do profeticamente chamado Artur, esta instituição continuaria a administrar as terras do ex-principado e, mais tarde também as das ex-marcas galesas em 1534, quando foram abolidas. Esse conselho continuaria a apoiar o filho mais velho do soberano inglês na administração de Gales até que foi abolida em 1689.

#### Gales como parte da Inglaterra
Para o período após 1689 e terminando em 1948 não havia qualquer diferenciação entre o governo da Inglaterra e do País de Gales. Todas as leis relativas a Inglaterra incluíam Gales e Gales era considerado pelo Governo britânico como uma parte indivisível do Reino da Inglaterra dentro do Reino Unido. Uma notável exceção foi o Ato da Igreja do País de Gales de 1914, que desvinculou a Igreja no País de Gales em 1920, da Igreja da Inglaterra.

#### Criação de Gales com uma identidade legal separada
Em 1948, a prática foi criada de que todas as leis adotadas no Parlamento do Reino Unido eram designadas como aplicáveis quer para a "Inglaterra e País de Gales", quer para a "Escócia", devolvendo, assim, uma identidade legal ao País de Gales, que não existiu durante centenas de anos após o Ato de União com a Escócia, em 1707 depois que todas as leis aprovadas em Westminster eram tidas como aplicáveis na Inglaterra ou na Escócia, sem qualquer menção ao País de Gales. Também em 1948 um novo Conselho de Gales foi criado como uma comissão parlamentar. Em 1964 o Welsh Office foi criado, com sede em Londres, para supervisionar e recomendar melhorias para a aplicação das leis no País de Gales. Esta situação continuou até a devolução do governo no País de Gales e a criação da Assembléia galesa autônoma em 1998.

## Governo, administração e lei

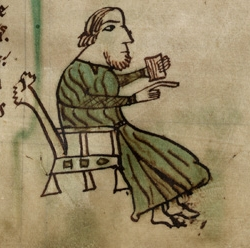
Desenho de um juiz galês no manuscrito 28 de Peniarth

O amadurecimento político do governo do principado promoveu uma forma mais definida de relação entre o príncipe e o povo. A tônica foi colocada sobre a integridade territorial do principado, com o príncipe como o senhor de todas as terras, e os outros lordes galeses jurando fidelidade diretamente ao príncipe, uma distinção com a qual o Príncipe de Gales paga anualmente tributos ao rei da Inglaterra.
Por tratado, o principado era obrigado a pagar ao reino grandes somas anuais. Entre 1267 e 1272 Gales fez um pagamento total de US$ 11 500, "a prova de uma crescente economia monetária... e testemunho da eficácia da administração financeira do principado", escreveu o historiador Dr. John Davies.
Além disso, modificações e emendas no Código de Leis de Hywl Dda incentivaram a declínio das indenizações (multas-de-sangue) e da utilização do sistema de júri.
Adicionalmente, a dinastia Aberffraw manteve vigorosa diplomacia e políticas internas; e apoiou a Igreja do País de Gales, particularmente a da Ordem de Cister.

### Garth Celyn, a corte principesca
No final do século XII e início do XIII, Llywelyn ab Iorwerth, Llywelyn Fawr, Llywelyn, o Grande, utilizaram o promontório para construir uma casa real, conhecida como Ty Hir, a Grande Casa, em antigos documentos. A Leste foi construído o primeiro mosteiro cisterciense de Aberconwy; a oeste a catedral da cidade de Bangor. Entre Garth Celyn e a costa, as férteis terras agrícolas, forneciam alimento para a família real e os membros da corte. O mar e o rio tinham peixes em abundância e havia caça selvagem a ser caçada nas terras altas.
Em 1211 o rei João I trouxe um exército através do rio Conwy, e ocupou a casa real por um breve período; suas tropas incendiaram Bangor. A esposa de Llywelyn, filha de João, Joan também conhecida como Joanna, negociou um acordo entre os dois homens, e João retirou-se. Joan morreu em Garth Celyn em 1237; Dafydd ap Llywelyn ali morreu em 1246; Eleanor de Montfort, Senhora de Gales, esposa de Llywelyn ap Gruffudd, ali morreu em 19 de junho de 1282, dando à luz a um bebê, Gwenllian de Gales.

## População, cultura e sociedade
No século XIII o Principado de Gales englobava três quartos da superfície do atual País de Gales; "de Anglesey a Machen, da periferia de Chester até a periferia de Cydweli", escreveu Davies. Em 1271, o príncipe Llywelyn II contava com uma crescente população de cerca de 200 000 pessoas, ou um pouco menos de três quartos do total da população galesa.
O crescimento populacional foi comum em toda a Europa no século XIII, mas no País de Gales, foi mais pronunciado. No governo de Llywelyn II cerca de 10 por cento da população eram moradores de cidades. Além disso, "escravos... há muito tempo não existiam" dentro do território do principado, escreveu Davies. O aumento no número de homens permitiu ao príncipe formar um exército mais substancial.
Uma maior estabilidade social e política ambiental fornecida pela administração de Aberffraw permitiu o desenvolvimento natural da cultura galesa, em especial a literatura, direito, e religião. Relatos originários da História de Gruffydd ap Cynan atribuem a Gruffydd I reformas nas ordens dos bardos e músicos. A literatura galesa demonstrou "vigor e um sentido de compromisso", como as novas idéias alcançadas em Gales, mesmo no "despertar da invasores", segundo o historiador John Davies. Contatos com a Europa continental "afiaram o orgulho galês", escreveu Davies na sua "História do País de Gales".

## Economia e comércio

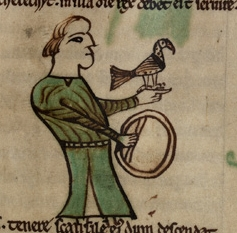
Desenho de um falcoeiro no manuscrito 28 de Peniarth. Gales exportava falcões.

O aumento da população galesa, em especial nas terras do principado, permitiu uma maior diversificação da economia. O pergaminho de taxas Meirionnydd dá provas evidentes de trinta e sete tipos de profissões em Meirionnydd imediatamente antes da conquista.
Destas profissões, havia oito de ourives, quatro de bardos (poetas) por comércio, vinte e seis sapateiros, um médico em Cynwyd e um dono de hospedaria em Maentwrog, e vinte e oito sacerdotes; dois dos quais eram graduados universitários. Também estavam presentes um número significativo de pescadores, administradores, profissionais e artesãos.
Com a temperatura média de Gales em torno de um ou dois graus mais elevados do que é hoje, mais terras galesas aráveis serviam para a agricultura, "um bônus crucial para um país como Gales", escreveu o historiador Dr. John Davies.
De importância significativa para o principado estavam as rotas comerciais mais desenvolvidas, que permitiam a introdução de novas fontes de energia, como o moinho de vento, o arreio de cavalo (arreio dobrou a eficiência do cavalo-força).
O principado comercializava bovinos, peles de animais, queijos, madeira, cavalos, cera, cães, falcões, e tecidos, assim como também roupas de flanela (com o crescimento das tecelagens). O comércio de flanela só perdia para o de gado nas exportações do principado. Em troca, o principado importados sal, vinho, trigo, e outros artigos de luxo de Londres e Paris. Mas, o mais importante para a defesa do principado, o ferro e armamento especializado também eram importados.
A dependência galesa das importações estrangeiras foi uma ferramenta que a Inglaterra usou para desgastar o principado durante a época dos conflitos entre os dois países.

## O principado hoje
O termo "principado" é por vezes utilizado em um sentido moderno para designar todo o País de Gales, mas isto não tem base constitucional. O Principado de Gales só existiu nas partes norte e oeste do que é hoje o País de Gales, entre os séculos XIII e XVI; não abrangendo a sua totalidade. Embora o título de Príncipe de Gales (juntamente com o de Duque da Cornualha) seja tradicionalmente um título concedido ao herdeiro aparente do monarca reinante do Reino Unido, ele não confere responsabilidades no governo do País de Gales.
Este Estado não usa a moderna bandeira do País de Gales (que foi oficializada em 1959), porém, historiadores geralmente concordam que uma bandeira com um dragão foi muito utilizada em Gales (e Inglaterra antes da conquista anglo-saxônica), desde os tempos pós-romanos. A Casa de Tudor acrescentou os campos verde e branco algumas vezes antes ou depois da anexação do atual Estado.